# Gran Premio motociclistico di Finlandia 1981
Il Gran Premio motociclistico di Finlandia fu il dodicesimo appuntamento del motomondiale 1981; si è trattato della 20ª edizione del Gran Premio motociclistico di Finlandia valevole per il motomondiale.
Si svolse il 9 agosto 1981 a Imatra e corsero le classi 125, 250 e 500 oltre ai sidecar.
Le vittorie furono di Marco Lucchinelli in classe 500, di Anton Mang in 250, di Ángel Nieto in 125, di Rolf Biland-Kurt Waltisperg tra le motocarrozzette.
Con la vittoria nelle 250 Anton Mang ottiene la certezza matematica del titolo iridato, aggiungendolo a quello già ottenuto in classe 350.

## Classe 500
Marco Lucchinelli ottiene la quinta vittoria stagionale, precedendo sul traguardo tre piloti giunti vicinissimi tra loro, Randy Mamola (che mantiene ancora aperta la possibilità di ottenere il titolo, essendo staccato da Lucchinelli di solo 9 punti), Kork Ballington e Jack Middelburg.

### Arrivati al traguardo
| Pos. | Pilota            | Moto     | Tempo    | Griglia | Punti |
| ---- | ----------------- | -------- | -------- | ------- | ----- |
| 1    | Marco Lucchinelli | Suzuki   | 48:05.7  | 1       | 15    |
| 2    | Randy Mamola      | Suzuki   | + 19.5   | 6       | 12    |
| 3    | Kork Ballington   | Kawasaki | + 19.8   | 4       | 10    |
| 4    | Jack Middelburg   | Suzuki   | + 20.0   | 2       | 8     |
| 5    | Graeme Crosby     | Suzuki   | + 33.7   | 9       | 6     |
| 6    | Marc Fontan       | Yamaha   | + 35.3   | 7       | 5     |
| 7    | Kenny Roberts     | Yamaha   | + 39.0   | 8       | 4     |
| 8    | Seppo Rossi       | Suzuki   | + 50.2   | 11      | 3     |
| 9    | Franck Gross      | Suzuki   | +1:48.1  | 22      | 2     |
| 10   | Steve Parrish     | Yamaha   | +1:55.2  | 17      | 1     |
| 11   | Michel Frutschi   | Yamaha   | +1:57.9  | 16      |       |
| 12   | Gianni Rolando    | Suzuki   | +1 giro  | 26      |       |
| 13   | Timo Pohjola      | Suzuki   | +1 giro  | 23      |       |
| 14   | Børge Nielsen     | Suzuki   | +1 giro  | 27      |       |
| 15   | Philippe Coulon   | Suzuki   | + 5 giri | 18      |       |

### Ritirati
| Pilota             | Moto       | Motivo | Griglia |
| ------------------ | ---------- | ------ | ------- |
| Boet van Dulmen    | Yamaha     |        | 5       |
| Franco Uncini      | Suzuki     |        | 10      |
| Guido Paci         | Yamaha     |        | 21      |
| Giovanni Pelletier | Morbidelli |        | 30      |
| Bernard Fau        | Suzuki     |        | 13      |
| Sergio Pellandini  | Suzuki     |        | 14      |
| Barry Sheene       | Yamaha     |        | 3       |
| Graziano Rossi     | Suzuki     |        | 19      |
| Christian Sarron   | Yamaha     |        | 20      |
| Peter Sjöström     | Suzuki     |        | 25      |
| Sadao Asami        | Yamaha     |        | 15      |
| Carlo Perugini     | Sanvenero  |        | 28      |
| Kimmo Kopra        | Suzuki     |        | 24      |
| Seppo Korhonen     | Suzuki     |        | 29      |
| Ikujiro Takai      | Yamaha     |        | 12      |

## Classe 250
Anche in questa occasione Anton Mang si rivela il dominatore della stagione: dopo aver ottenuto la pole position, ottiene anche il giro più veloce e l'ottava vittoria dell'anno in questa classe (settima consecutiva).
Gli altri due posti sul podio vanno ai francesi Jean-François Baldé e Jean-Louis Guignabodet, tutti in sella a Kawasaki come il vincitore.

### Arrivati al traguardo
| Pos. | Pilota                 | Moto      | Tempo    | Griglia | Punti |
| ---- | ---------------------- | --------- | -------- | ------- | ----- |
| 1    | Anton Mang             | Kawasaki  | 47.31.08 | 1       | 15    |
| 2    | Jean-François Baldé    | Kawasaki  | 47.53.04 | 2       | 12    |
| 3    | Jean-Louis Guignabodet | Kawasaki  | 48.03.08 | 9       | 10    |
| 4    | Jean-Louis Tournadre   | Yamaha    | 48.18.05 | 6       | 8     |
| 5    | Eero Hyvärinen         | Yamaha    | 48.18.05 | 17      | 6     |
| 6    | Patrick Fernandez      | Yamaha    | 48.26.06 | 8       | 5     |
| 7    | Jean-Marc Toffolo      | Yamaha    | 48.36.05 | 7       | 4     |
| 8    | Paolo Ferretti         | Ad Majora | 48.43.01 | 25      | 3     |
| 9    | Bruno Kneubühler       | Yamaha    | 48.52.08 | 4       | 2     |
| 10   | Martin Wimmer          | Yamaha    | 49.15.09 | 16      | 1     |
| 11   | Hervé Guilleux         | Yamaha    | 49.18.00 | 20      |       |
| 12   | Hans Müller            | Yamaha    | 1 giro   | 18      |       |
| 13   | Bengt Elgh             | Yamaha    | 1 giro   | 22      |       |
| 14   | Bruno Lüscher          | Yamaha    | 1 giro   | 24      |       |
| 15   | Reino Eskelinen        | Yamaha    | 1 giro   | 28      |       |
| 16   | Sami Torvinen          | Yamaha    | 1 giro   | 26      |       |
| 17   | Roger Sibille          | Yamaha    | 1 giro   | 27      |       |

### Ritirati
| Pilota              | Moto   | Motivo | Griglia |
| ------------------- | ------ | ------ | ------- |
| Roland Freymond     | Yamaha |        | 3       |
| Didier de Radiguès  | Rotax  |        | 5       |
| Jacque Bolle        | Yamaha |        | 10      |
| August Auinger      | Rotax  |        | 11      |
| Christian Estrosi   | Yamaha |        | 12      |
| Ricardo Tormo       | Bartol |        | 13      |
| André Gouin         | Yamaha |        | 14      |
| Richard Schlachter  | Yamaha |        | 15      |
| Karl-Thomas Grässel | Yamaha |        | 19      |
| Sito Pons           | Rotax  |        | 21      |
| Franco Marchegiani  | Yamaha |        | 23      |
| Pekka Nurmi         | Yamaha |        | 29      |
| Jarmo Liitiä        | Rotax  |        | 30      |
| Tony Head           | Rotax  |        | 31      |

## Classe 125
Già matematicamente campione mondiale lo spagnolo Ángel Nieto è venuto in Finlandia soprattutto per cercare di aiutare il compagno di squadra Loris Reggiani, assente qui a causa dell'infortunio della gara precedente, a mantenere il secondo posto nella classifica generale. Nieto riesce ad ottenere l'ottava vittoria stagionale, precedendo il francese Jacques Bolle e l'italiano Maurizio Vitali.

### Arrivati al traguardo
| Pos. | Pilota             | Moto       | Tempo    | Griglia | Punti |
| ---- | ------------------ | ---------- | -------- | ------- | ----- |
| 1    | Ángel Nieto        | Minarelli  | 48.13.06 | 23      | 15    |
| 2    | Jacques Bolle      | Motobécane | 48.15.00 | 3       | 12    |
| 3    | Maurizio Vitali    | MBA        | 48.39.09 | 5       | 10    |
| 4    | Ricardo Tormo      | Sanvenero  | 49.00.03 | 6       | 8     |
| 5    | Jean-Claude Selini | MBA        | 49.12.04 | 14      | 6     |
| 6    | Johnny Wickström   | MBA        | 49.29.08 | 13      | 5     |
| 7    | Hugo Vignetti      | MBA        | 49.48.00 | 7       | 4     |
| 8    | Anton Straver      | MBA        | 49.48.02 | 9       | 3     |
| 9    | Jan Bäckström      | MBA        | 1 giro   | 24      | 2     |
| 10   | Thierry Noblesse   | MBA        | 1 giro   | 20      | 1     |
| 11   | Sami Torvinen      | MBA        | 1 giro   | 26      |       |
| 12   | Tore Alexandersson | MBA        | 1 giro   | 12      |       |
| 13   | Juha Pakkanen      | MBA        | 1 giro   | 25      |       |
| 14   | Reiner Koster      | MBA        | 2 giri   | 31      |       |

### Ritirati
| Pilota              | Moto       | Motivo | Griglia |
| ------------------- | ---------- | ------ | ------- |
| Pier Paolo Bianchi  | MBA        |        | 1       |
| Hans Müller         | MBA        |        | 2       |
| Guy Bertin          | Motobécane |        | 4       |
| Willy Pérez         | MBA        |        | 8       |
| Olivier Liegeois    | MBA        |        | 10      |
| Michel Galbit       | MBA        |        | 11      |
| August Auinger      | MBA        |        | 15      |
| Yves Dupont         | MBA        |        | 16      |
| Stefan Janssen      | MBA        |        | 17      |
| Per-Edvard Carlsson | MBA        |        | 18      |
| Stefan Dörflinger   | Morbidelli |        | 19      |
| Gerhard Waibel      | MBA        |        | 21      |
| Lucio Pietroniro    | MBA        |        | 22      |
| Erich Klein         | MBA        |        | 27      |

## Classe sidecar
In questa classe c'è la terza vittoria consecutiva dell'equipaggio Rolf Biland-Kurt Waltisperg, che precede al traguardo Jock Taylor-Benga Johansson; si ritirano invece Alain Michel-Michael Burkhard, che erano leader della classifica ex aequo con Biland. Questi risultati segnano quindi una svolta nel mondiale: a due gare dal termine lo svizzero (97 punti) ha ora 15 lunghezze di vantaggio su Michel e 20 su Taylor.

### Arrivati al traguardo (posizioni a punti)[5]
| Pos | Pilota            | Passeggero         | Moto          | Tempo   | Punti |
| --- | ----------------- | ------------------ | ------------- | ------- | ----- |
| 1   | Rolf Biland       | Kurt Waltisperg    | LCR-Yamaha    | 45'48"9 | 15    |
| 2   | Jock Taylor       | Benga Johansson    | Fowler-Yamaha | +10"2   | 12    |
| 3   | Werner Schwärzel  | Andreas Huber      | Seymaz-Yamaha |         | 10    |
| 4   | Albert Giesemann  | Karl Paul          | LCR-Yamaha    |         | 8     |
| 5   | Göte Brodin       | Billy Gällros      | ?-Yamaha      |         | 6     |
| 6   | Walter Ohrmann    | Heinz Radomski     | ?-Yamaha      |         | 5     |
| 7   | Jesco Höckert     | Thomas Riedel      | Busch-Yamaha  |         | 4     |
| 8   | Siegfried Schauzu | Wilfried Dietz     | ?-Yamaha      |         | 3     |
| 9   | Wolfgang Stropek  | Hans-Peter Demling | ?-Yamaha      |         | 2     |